# Umgebungseinfluss
Ein Umgebungseinfluss ist im Arbeitsstudium eine physikalische, chemische oder biologische Einwirkungsgröße, welche die Arbeitsbedingungen in einem Arbeitssystem beeinflusst. Treten noch organisatorische und soziale Wirkungsgrößen hinzu, wird vom Umwelteinfluss gesprochen.